# Лукашин, Илья Денисович
Илья Денисович Лука́шин (27 июля 1894—1937) — беллетрист.

## Биография
Родился 15 (27) июля 1894 года в семье крестьянина Тульской губернии Алексинского уезда Афанасьевской волости. В возрасте 7 лет был взят отцом в г. Орёл. 

«В городе отец имел маленькую булочную, — пишет Лукашин в автобиографическом романе „Пыльные“. — Он мечтал иметь свой домик, чтобы стать независимым от других людей. Он постоянно был охвачен тревогой за существование своей семьи. По ночам пёк булки и хлеб, а днём занимался подготовительной работой, уделяя для отдыха два-три часа».
В Орле Алеша четыре года занимался в школе, потом стал певчим. Отцу Лукашина предложили отдать способного мальчика на казённый счет в семинарию, но тот не согласился. «Пусть лучше калачи работает», — сказал он. Работа в булочной, затхлый быт семьи не удовлетворяли будущего писателя. Он бежал из дома, скитался по России, менял профессии. Работал дворником и торговцем, певчим в церкви, пекарем в монастыре и московских булочных.

Наблюдения, полученные в эти годы, легли в основу большинства произведений Лукашина. Поиски правильного пути в жизни приводят его в ряды революционного движения.

В 1918 г. Илья Денисович Лукашин вступил в ряды РКП(б).

В годы гражданской войны Лукашин работал комиссаром народного образования Орловского уезда, членом редколлегии «Орловской правды», участвовал в боевых действиях Красной Армии.

### Творчество
Писать Лукашин начал рано, ещё в детстве. Первый его рассказ «Катя красота» был напечатан в 1906 г. в подпольной московской газете «Рабочий день». В 1917 году, в журнале «Жизнь для всех», появился его рассказ «За хлебом».

Первый сборник рассказов Лукашина был издан в Орле в 1918 году. В дальнейшем Лукашин выпускает ряд сборников рассказов и небольших повестей («Исповедь пролетария» (1922), «Записки чугунного человека», «Пыльные», «Алёшины узоры»), неизменно тяготея к рабочей, частью к крестьянской тематике. 

Также Лукашин опубликовал сборники стихов («Всходы творчества», «Мои песни»); произведения Лукашина публиковались и в сборнике орловских поэтов и писателей «Зеленый шум» (1922).
Социальный оптимизм рассказов Лукашина, революционный пафос гражданской войны, воспеваемой в романтических тонах, родственны значительной части первых выступлений рабочих поэтов и прозаиков. Организационно Лукашин в этот период примыкает к «Кузнице».
Ильёй Денисовичем написаны повести:
- 1922 — «История одного особнячка»,
- 1926 — «Штаб Ивана Аникеевича»;

рассказы:
- «Комиссар Ерёма» (1922—1923),
- «Записки чугунного человека» (1923),
- «О чем пела Зулейка» (1923),
- «Смутьяны» (1924),
- «Артёмка-партизан» (1926),
- "Жестянка (1926);
- «Исакий Долматский» — комедия (1918);

легенды:
- «Удивительные баранки»,
- «О чём говорил Филин» (1927)[4].

В конце 20-х годов Лукашин жил в Москве; его рассказы и очерки, стихи и статьи публиковались в литературных сборниках, газетах и журналах. Среди этих произведений:

| - «Небесная перчатка», - «Ворота неба», - «Бабкино горе», - «Раз чихнуть», - «Незаметные герои», | - «Провинциальные тени», - «Вспышка творчества», - «Ячейка», - «Кто виноват», - «Октябрьская весна», | - «Игрушка», - «Ленка» - и др. |

Отдельными изданиями выходят повести Лукашина — «Пыльные», «Город Переплюй», романы — «Квашня», «Через пни».

### Анализ стиля
В числе изобразительных средств Лукашина необходимо отметить обилие диалектизмов, почерпнутых из языковой среды рабочего и крестьянского говора, частое использование сказа, преобладание короткой фразы. Рассказы Лукашина схематичны, но не лишены занимательности и юмора. 
Художественный рост Лукашина в последующие годы чрезвычайно замедляется. Последнее несомненно должно быть поставлено в связь с наличием в творчестве Лукашина целого ряда идеалистических и механистических пережитков.
 Наиболее выпукло это обнаружилось в романе Лукашина «Через пни» (1927). В представлении Лукашина, общество механически делится на «добрых» и «злых». Движение событий мотивируется волевыми устремлениями отдельных личностей. Герои из рабочей среды даны Лукашиным вне классовой борьбы. Необходимо отметить и чрезмерную насыщенность романа физиологизмом.

Сам Лукашин считал себя последователем М. Горького. Об этом он говорит в своей статье «Горький, как учитель». Об этом же писала и критика тех лет.
Большинство произведений Лукашина автобиографично, некоторые из них целиком посвящены страшному существованию рабочих-булочников, быт которых Лукашин так хорошо знал.

### 1930-е
В 30-е годы Лукашин жил в Крыму, печатал свои очерки и рассказы в газетах «Красная Керчь», «Красный Крым» и других. В плане стиля, Лукашин возвращается к малой повествовательной форме и работает над очерками о колхозах.

Последняя публикация Лукашина появляется в журнале «Литературный Азербайджан» в 1937 году.
Сам Лукашин считал себя писателем революции: «Считаю нужным сказать, что писателем меня сделала Советская власть, за что буду верен ей до конца».

### Интересные факты
Второе издание книги «Исповедь пролетария» Лукашина хранится в личной библиотеке В. И. Ленина в Кремле, с автографом автора, посвящённым Н. К. Крупской: «Глубокоуважаемой Крупской-Ульяновой на добрую память от автора. 16/VI-20 г. Орел, Илья Лукашин».